# Robert von Barton gen. von Stedman
Robert von Barton gen. von Stedman (* 1. November 1896 im Gut Besselich; † 23. November 1968 in Bonn) war ein deutscher Jurist, Offizier, Regierungsrat und Landrat des Landkreises Bonn.

## Leben
Der evangelische Robert von Barton gen. von Stedman war ein Sohn des preußischen Landrats des Landkreises Koblenz Franz von Barton gen. von Stedman und dessen Ehefrau Elisabeth, geborene Kraul (1856–1945). Nach Ende seiner schulischen Ausbildung war er bis 1918 aktiver Soldat, dann Hauptmann der Reserve. Im Anschluss absolvierte er in Göttingen, Köln und Bonn ein Studium der Rechtswissenschaften. Am 13. März 1923 wurde er in Köln mit seiner Schrift Über den Vermögensbegriff des bürgerlichen Rechts: Ein Versuch zur Klärung des Problems zum Dr. iur. promoviert. Nach seiner Ernennung zum Regierungsreferendar im Juli 1923 wurde er bis 1924 vertretungsweise mit der Verwaltung der Bürgermeisterei Langenlonsheim betraut. Nach der Ernennung zum Regierungsassessor am 13. Dezember 1926 wurde er beim Landratsamt Mayen bzw. bei der Regierung Allenstein tätig. 
Am 1. Januar 1930 wurde er zum Regierungsrat ernannt und am 1. Oktober 1930 wechselte er zur Regierung Königsberg. Danach war er ab dem 15. Februar 1933 im Polizeipräsidium Koblenz und von 1934 bis 1936 als Referent für Landwirtschaft und Weinbau im Oberpräsidium der Rheinprovinz in Koblenz tätig. Am 3. Februar 1936 übernahm er vertretungsweise bei gleichzeitigem Dienstantritt die Verwaltung des Landratsamtes im Landkreis Bonn. Mit Erlass vom 31. Juli 1936 wurde er zum 1. August 1936 zum kommissarischen Landrat ebenda ernannt, dem die definitive Bestallung zum 12. Januar 1937 folgte. Vom 17. Oktober 1940 bis zum 12. September 1941 war er Kriegsteilnehmer. 1945 wurde er aus dem Dienst entlassen und bis Juli 1945 interniert. Nach seiner darauf folgenden freiberuflichen Tätigkeit wurde er zum 1. November 1949 als Landrat in den Ruhestand versetzt. Vom 1. April 1949 bis zum 30. September 1949 war er Angestellter beim Landesernährungsamt von Nordrhein-Westfalen, ehe er ab dem 16. März 1950 als Angestellter im Bundeswirtschaftsministerium tätig wurde, dem noch eine Tätigkeit bei der Beschaffungsstelle des Bundesgrenzschutzes folgte. Nach seiner letzten Tätigkeit ab dem 1. Januar 1955 beim Bundesausgleichsamt in Köln, wurde er dort zum 31. Januar 1962 in den Ruhestand verabschiedet.

## Politik
Robert von Barton war Mitglied der DNVP.

## Publikation
- Über den Vermögensbegriff des bürgerlichen Rechts: Ein Versuch zur Klärung des Problems, Köln, Universität, Dissertation, 1923. OCLC 1068417304

## Familie
Robert von Barton heiratete am 23. April 1927 in Bonn die katholische Hedwig (Edle) von Monschaw (* 25. Oktober 1906 in Monschau; † 9. Februar 1966 in Bonn), Tochter des Landgerichtsrat, Hauptmann a. D. Adolf von Monschaw, und der Ella, geborene Randebrock. Sie hatten zwei Töchter, Helga (* 1928) und Hilda (* 1931).